# Olovo(IV) sulfid
Olovo(IV) sulfid je hemijsko jedinjenje sa formulom PbS2. Ovaj materijal se generiše reakcijom zastupljenijeg olovo(II) sulfida, PbS, sa sumporom na >600°C i pod visokim pritiskom. PbS2, kao i srodni kalaj(IV)-sulfid SnS2, kristalizuje se u kadmijum jodidni motiv, koji pokazuje da se olovu može pripisati formalno oksidaciono stanje od 4+.
Olovo(IV) sulfid je p-tip poluprovodnika, i isto tako termoelektrični material.